# Головешиці
Голове́шиці (рос. Головешицы) — присілок у складі Котельницького району Кіровської області, Росія. Входить до складу Покровського сільського поселення.
Населення становить 2 особи (2010, 3 у 2002).
Національний склад станом на 2002 рік — росіяни 100 %.